# Pseudomicrodes rufigrisea
Pseudomicrodes rufigrisea är en fjärilsart som beskrevs av George Francis Hampson 1910. Pseudomicrodes rufigrisea ingår i släktet Pseudomicrodes och familjen nattflyn. Inga underarter finns listade.